# VisionOS
Het besturingssysteem visionOS is ontwikkeld door Apple Inc. voor de Apple Vision Pro-headset. Het werd op 5 juni 2023 gepresenteerd tijdens Apple’s ontwikkelaarsconferentie WWDC23, samen met de onthulling van de Vision Pro. De software kwam beschikbaar op 2 februari 2024 en werd vanaf dat moment meegeleverd met het apparaat.
De broncode van visionOS is gebaseerd op iPadOS en maakt gebruik van veel van dezelfde onderliggende technologieën. Daarnaast bevat het speciale onderdelen die zijn ontworpen voor mixed reality, zoals systemen voor oog- en handtracking, en technieken die zorgen voor een realistische en efficiënte weergave van virtuele beelden in de ruimte.

## Geschiedenis
Apple werkte gedurende de jaren 2010 en het begin van de jaren 2020 aan de ontwikkeling en conceptualisering van visionOS. Intern werd het systeem aangeduid met de codenaam Borealis. Het werd op 5 juni 2023 officieel gepresenteerd tijdens de ontwikkelaarsconferentie WWDC23, gelijktijdig met de onthulling van de Apple Vision Pro. Apple kondigde aan dat beide producten begin 2024 beschikbaar zouden komen.
Volgens de richtlijnen voor de App Store dienen ontwikkelaars visionOS-software aan te duiden als spatial computing experiences (ruimtelijke computerervaringen) of vision apps, waarbij het gebruik van termen als augmented reality en mixed reality vermeden dient te worden.
Tijdens WWDC23 maakte The Walt Disney Company bekend applicaties voor ruimtelijke computing te zullen ontwikkelen voor visionOS. Disney+ biedt sindsdien functies zoals het streamen van geselecteerde titels in stereoscopisch 3D, evenals driedimensionale omgevingen geïnspireerd op onder meer het El Capitan Theatre en locaties uit Disney-franchises.
Aanvankelijk stond het besturingssysteem gepland onder de naam xrOS, maar deze werd naar verluidt enkele dagen voor de aankondiging gewijzigd, nadat de keynote en ontwikkelaarssessies al waren opgenomen. In ontwikkelingsmateriaal voor visionOS komen nog steeds verwijzingen naar xrOS voor.
Op 8 januari 2024 maakte Apple bekend dat de Vision Pro met visionOS vanaf 2 februari 2024 beschikbaar zou zijn in de Verenigde Staten.  In de loop van 2024 werd de Vision Pro in een groter aantal regio’s, waaronder Hongkong, Japan, Singapore, vasteland China, Australië, Canada, Duitsland en Frankrijk. Tegelijkertijd werd visionOS beschikbaar in de talen van deze landen en regio’s.

## Functionaliteit
Het besturingssysteem maakt gebruik van een driedimensionale gebruikersinterface die wordt bediend via vingertracking, oogtracking en spraakherkenning. Een gebruiker kan bijvoorbeeld een element selecteren door ernaar te kijken en met twee vingers te knijpen, het verplaatsen door de vingers te bewegen, en scrollen door een polsbeweging te maken. Applicaties worden weergegeven in zwevende vensters die vrij in de driedimensionale ruimte geplaatst kunnen worden. Tekstinvoer is mogelijk via een virtueel toetsenbord, de virtuele assistent Siri, of via externe Bluetooth-apparaten zoals het Magic Keyboard, de Magic Trackpad en gamepads.
Bij het instellen van visionOS kan de gebruiker een digitale persona aanmaken door de headset af te zetten en zijn gezicht te scannen. Deze persona kan vervolgens worden gebruikt tijdens FaceTime-gesprekken. Wanneer ook andere deelnemers visionOS gebruiken, kunnen hun persona’s eveneens worden weergegeven. Vanaf versie 1.1 is het mogelijk om deze persona’s in 3D te laten bewegen en te laten interageren met applicaties; deze functie staat bekend als Spatial Personas.
De app Foto’s ondersteunt het afspelen van ruimtelijke video’s: diepte-gestuurde 3D-video’s die zijn opgenomen met de Vision Pro of de iPhone 15 Pro of nieuwer. Tijdens het afspelen, past de video zich aan op basis van de bewegingen die de gebruiker maakt met het hoofd.
Bij de introductie bevatte visionOS dertien vooraf geïnstalleerde 3D-omgevingen in 360° met bijbehorende ambient sound. Deze omvatten onder andere dag- en nachtscènes van Yosemite, Haleakalā, Joshua Tree, Mount Hood, het meer Vrangla bij Drammen in Noorwegen en het oppervlak van de Maan.
Via de Apple TV-app zijn 3D-films beschikbaar. Bij lancering werden meer dan 150 films in 3D aangeboden zonder meerprijs voor gebruikers die deze films huren of kopen via de iTunes Store.
Het besturingssysteem ondersteunt ook WebXR, een webstandaard voor gemengde realiteit, via de Safari-browser.
Tot slot kunnen gebruikers hun Mac benaderen via een virtueel 4K-scherm waarvan de grootte aanpasbaar is. Deze functionaliteit werd in december 2024 uitgebreid met de introductie van visionOS 2.1. Sindsdien ondersteunt het systeem ook een 8K brede en ultrabrede gebogen weergave als virtueel Mac-scherm, samen met de mogelijkheid om Mac-audio via de Vision Pro af te spelen.

## Ontvangst

### Voorafgaand aan de lancering
Voor de officiële lancering in februari 2024 gaf Apple gecontroleerde demonstraties van de Apple Vision Pro aan diverse technologiejournalisten. Sommigen prezen de mogelijkheden voor multitasking en de nieuwe invoermethoden, maar merkten tegelijk op dat de software alleen beschikbaar is op dure hardware. Andere recensenten benadrukten vooral de functie voor ruimtelijke video’s en de hoge resolutie, maar stelden vragen bij het belangrijkste toepassingsgebied van de software. In de media werd daarnaast gespeculeerd dat het beperkte aanbod aan visionOS-apps mogelijk te maken heeft met aanhoudende onvrede onder ontwikkelaars over de commissies die Apple rekent voor in-app aankopen via de App Store.

### Na de lancering
Veel recensies waren positief over visionOS, hoewel er ook kritiek was op de hardware van de Vision Pro. Sommige recensenten wezen erop dat bepaalde softwarefuncties, zoals oog- en handtracking, zelfs verder lijken te gaan dan wat de hardware momenteel volledig kan benutten. Bijna alle toonaangevende recensies spraken lof uit over de vensterbediening en de algemene gebruikservaring.

## Versiegeschiedenis
| Versie                                              | Eerste uitgavedatum | Nieuwste versie | Buildnummer | Nieuwste uitgavedatum | Einde ondersteuning toestel |
| --------------------------------------------------- | ------------------- | --------------- | ----------- | --------------------- | --------------------------- |
| visionOS 1                                          | 2 februari 2024     | 1.3             | 21O771      | 29 juli 2024          |                             |
| visionOS 2                                          | 16 september 2024   | 2.5             | 22O473      | 12 mei 2025           |                             |
| Legenda: ■ Verouderd ■ Ondersteund ■ Actueel ■ Bèta |                     |                 |             |                       |                             |

### visionOS 1
visionOS 1 is de eerste grote versie van visionOS. Het werd aangekondigd tijdens WWDC 2023 op 5 juni 2023. De officiële release volgde op 2 februari 2024. De software was toen al voorgeïnstalleerd op de Apple Vision Pro, die op diezelfde dag werd gelanceerd. In werkelijkheid was visionOS al op 23 januari 2024 uitgebracht, onder versienummer 1.0.1. De laatste update, visionOS 1.3, verscheen op 29 juli 2024.

### visionOS 2
visionOS 2 is de tweede grote versie van visionOS. Het werd aangekondigd tijdens WWDC 2024 op 10 juni 2024 en kwam beschikbaar op 16 september 2024, samen met iOS 18, iPadOS 18, macOS Sequoia, tvOS 18 en watchOS 11.